# Ле-Сент
Ле-Сент (фр. Îles des Saintes) или острова Всех Святых — группа островов в Карибском море, принадлежащих Франции. Административно входят в состав французского заморского департамента Гваделупа. Общая площадь архипелага составляет 13 км², число жителей — 2862 человек (на 2008 год). Плотность населения — 220,15 чел./км².

## География

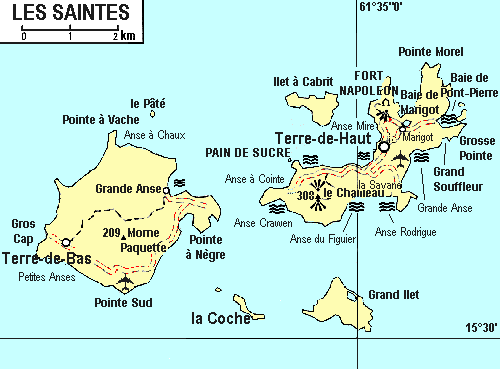
Острова Ле-Сент.

Острова Ле-Сент (или острова Всех Святых) находятся в группе Малых Антильских островов и лежат в 15 километрах юго-восточнее острова Гваделупа. Состоят из двух главных островов Тер-де-О (4,52 км²) и Тер-де-Ба (9,45 км²), имеющих постоянное население, и 7 незаселённых мелких островков и множества скал.

## История
Острова Ле-Сент были открыты в 1493 году Христофором Колумбом, устроившим здесь временную стоянку и давшим им имя «всех святых» (исп. Los Santos).
В 1648 году на островах высаживаются первые французские поселенцы.
Из-за этих островов, имевших важное стратегическое значение, длительное время велась борьба между Англией и Францией.
В 1759 году Британия захватила архипелаг.
В 1763 году возвращён Францией.
12 апреля 1782 года, во время американской Войны за независимость, у островов Ле-Сент произошло крупное морское сражение между английским и французским флотами, закончившееся победой англичан (Сражение у островов Всех Святых) и захватом ими островов.
В 1802 году Франция вернула архипелаг.
В 1809 году вновь захвачен Британией.
Лишь с 1816 года острова Ле-Сент окончательно вошли в состав Франции.

## Экономика
Из больших островов наиважнейшую экономическую роль играет Тер-де-О, хотя уступает Тер-де-Ба по площади в 2 раза, так как на Тер-де-О находится единственная крупная естественная гавань. Вход в неё прикрывает форт Наполеон. На островах выращиваются различные сельскохозяйственные культуры, в первую очередь кофе, хлопок, бананы и перец.